# Classe Sirène (sommergibile 1925)
La classe Sirène (dal nome del sommergibile capoclasse) è stata una classe di quattro sommergibili – sottoclasse del type 600 – prodotti dall'industria navale francese per la Marine nationale tra il 1923 e il 1927.

## Descrizione
I sommergibili della classe Sirène erano qualificati all'epoca come "sottomarini costieri o di seconda classe detta classe delle 600 tonnellate" (in francese: Sous-marin côtier ou de 2ème classe dite classe des 600 tonnes).
Il Type 600 e il Type 630, comprendevano diverse sottoclassi di sommergibili francesi, costruiti nel periodo tra le due guerre mondiali:
Type 600
- 4 classe Sirène (Q123, Q124, Q132, Q133)
- 4 classe Ariane (Q121, Q122, Q130, Q131)
- 4 classe Circé (Q125, Q126, Q134, Q135)

Type 630
- 5 classe Argonaute (NN6, NN6, Q162, Q176, Q177)
- 2 classe Orion (Q165, Q166)
- 9 classe Diane (NN4, NN5, Q159, Q160, Q161, Q163, Q164, Q174, Q175)

Type 630 Standard Amirauté
- 6 classe Minerve - T2
- 7 (+8) classe Aurore - Y3
- (13) classe Phénix - Y4 (classe non costruita)

Le due serie – Type 600 e Type 630 – erano equivalenti alla Classe 600 italiana, alla Classe S britannica e al Tipo VII tedesco.

## Sommergibili
| Nome           | Cantiere                                  | Ordine         | Inizio costruzione | Impostazione     | Varo             | Ingresso in servizio | Destino finale |
| -------------- | ----------------------------------------- | -------------- | ------------------ | ---------------- | ---------------- | -------------------- | --- |
| Sirène (Q123)  | Ateliers et Chantiers de la Loire, Nantes | 30 giugno 1922 | 8 febbraio 1923    | 28 novembre 1923 | 6 agosto 1925    | 12 marzo 1927        | 27 novembre 1942 (autoaffondato), recuperato dai tedeschi e dichiarato inutilizzabile il 26 gennaio 1944                       |
| Naiade (Q124)  | Ateliers et Chantiers de la Loire, Nantes | 30 giugno 1922 | 8 febbraio 1923    | 28 novembre 1923 | 20 ottobre 1925  | 5 maggio 1927        | 27 novembre 1942 (autoaffondato), recuperato dai tedeschi e affondato da un bombardamento il 24 novembre 1943                  |
| Galatée (Q132) | Ateliers et Chantiers de la Loire, Nantes | 30 giugno 1922 | 3 luglio 1923      | 1 febbraio 1924  | 12 dicembre 1925 | 6 maggio 1927        | 27 novembre 1942 (autoaffondato), recuperato dagli italiani e poi dai tedeschi, affondato da un bombardamento il 5 luglio 1944 |
| Nymphe (Q133)  | Ateliers et Chantiers de la Loire, Nantes | 30 giugno 1922 | 3 luglio 1923      | 1 aprile 1924    | 1 aprile 1926    | 8 giugno 1927        | 25 giugno 1941 (disarmato) |